# Amanda Peet

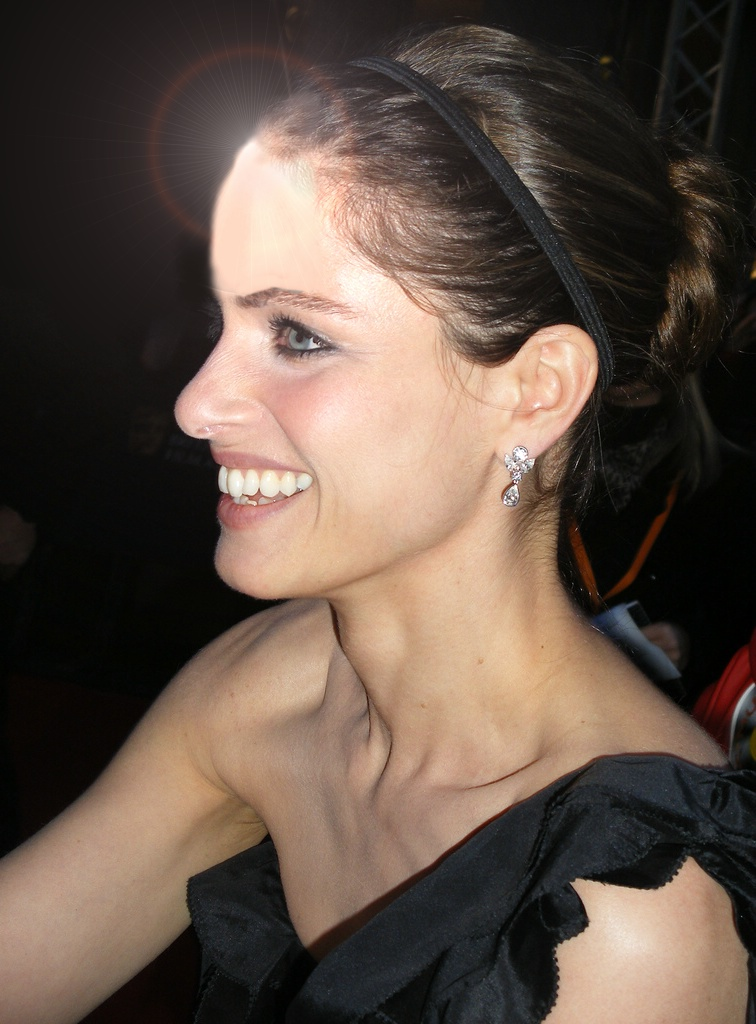
Amanda Peet

Amanda Peet (la 11 ianuarie 1972) este o actriță americană.